# Rödhjon
Rödhjon (Pyrrhidium sanguineum) är en skalbagge i familjen långhorningar. Den är 6 till 15 millimeter lång. 

## Bildgalleri

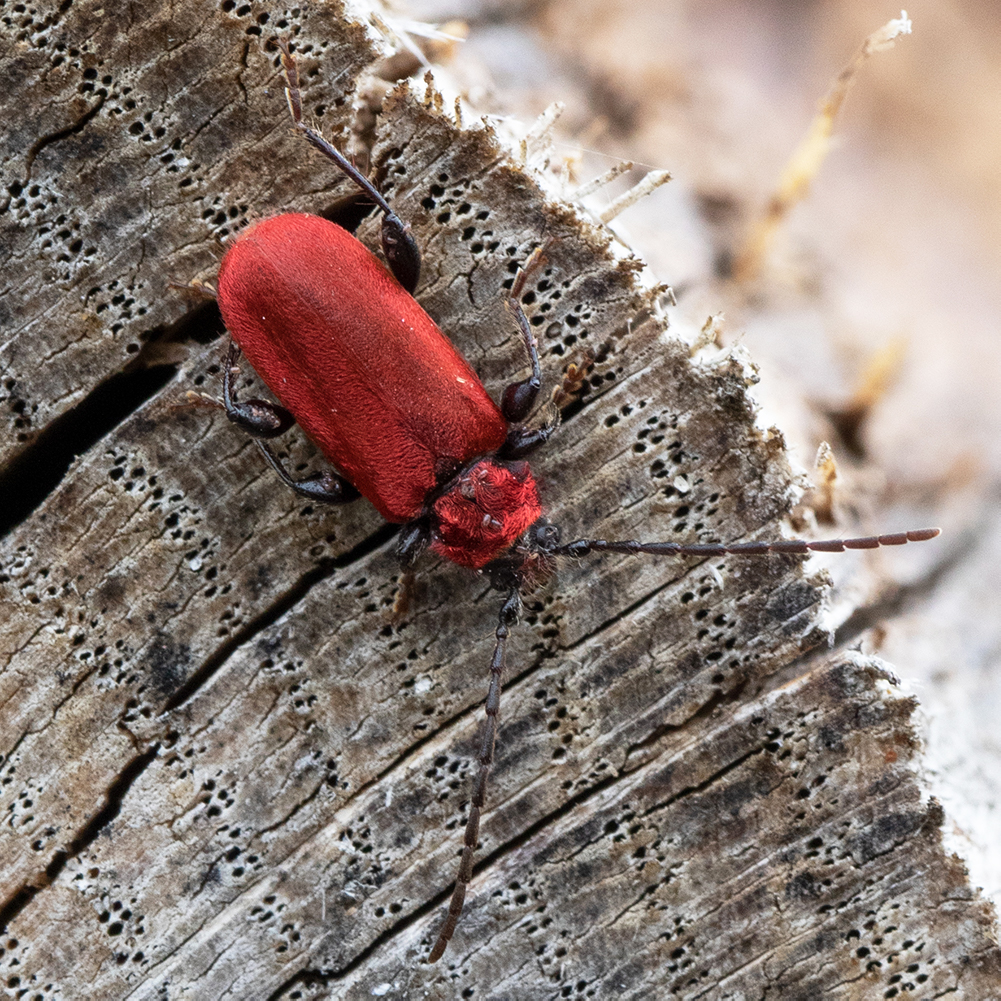
Rödhjon i Uppsala.